# Râul Hinata
Râul  Hinata sau Râul Racova  este un curs de apă, afluent al râului Soloneț. 

## Hărți
- Harta județului Suceava
- Harta Obcinele Bucovinene  Arhivat în 30 iulie 2009, la Wayback Machine.

Format:DEFAULTSORT Hinata